# Kōka (Shiga)
Pour les articles homonymes, voir Kōka.
Kōka (甲賀市, Kōka-shi) est une ville japonaise située dans la préfecture de Shiga. Elle est limitrophe des préfectures de Mie et de Kyōto.

## Géographie

### Situation
La ville de Kōka est située dans le sud de la préfecture de Shiga, à environ 50 km au nord-est d'Osaka et 50 km au sud-ouest de Nagoya, sur l'île de Honshū, au Japon. Elle s'étend sur 43,8 km d'est en ouest et 26,8 km du nord au sud.

### Démographie
Lors du recensement national de 2005, la population de Kōka atteignait un pic démographique avec 93 853 habitants, répartis sur une surface de 481,62 km2 (12 % de la superficie préfectorale). Dix-sept ans plus tard, lors du recensement de septembre 2022, elle était estimée à 89 226 habitants.

### Topographie
Kōka comprend, dans sa partie est, des hauteurs des monts Suzuka et, dans sa partie ouest, une section de la plaine Shigaraki (altitude variant de 250 à 300 m au-dessus du niveau de la mer). Sur son territoire l'altitude varie entre 1 238 et 150 m.

### Hydrographie
La ville de Kōka s'étend sur une partie du bassin versant de la rivière Yasu, un tributaire du lac Biwa, et une partie de celui de la rivière Daido, un affluent de rive gauche du fleuve Yodo,.

### Climat
La température annuelle moyenne de Kōka est d'environ 14 °C et les précipitations annuelles s'étalent entre 1 449, dans les parties montagneuses de la ville, et 1 722 mm en plaine. L'hiver, le mercure peut descendre jusqu'à −8,1 °C et grimper jusqu'à 34 °C en été.

## Histoire
Le bourg de Kōka est fondé en 1955, par la réunion de trois villages. Il acquiert le statut de ville durant l'année 2004, en fusionnant avec quatre bourgs voisins : Kōnan, Minakuchi, Shigaraki et Tsuchiyama.

## Transports
Kōka est desservie par la ligne Kusatsu de la West Japan Railway Company, la ligne Shigaraki de la Shigaraki Kohgen Railway et la ligne principale Ohmi Railway. La gare de Kibukawa est la principale gare de la ville.

## Culture locale et patrimoine

### École ninja

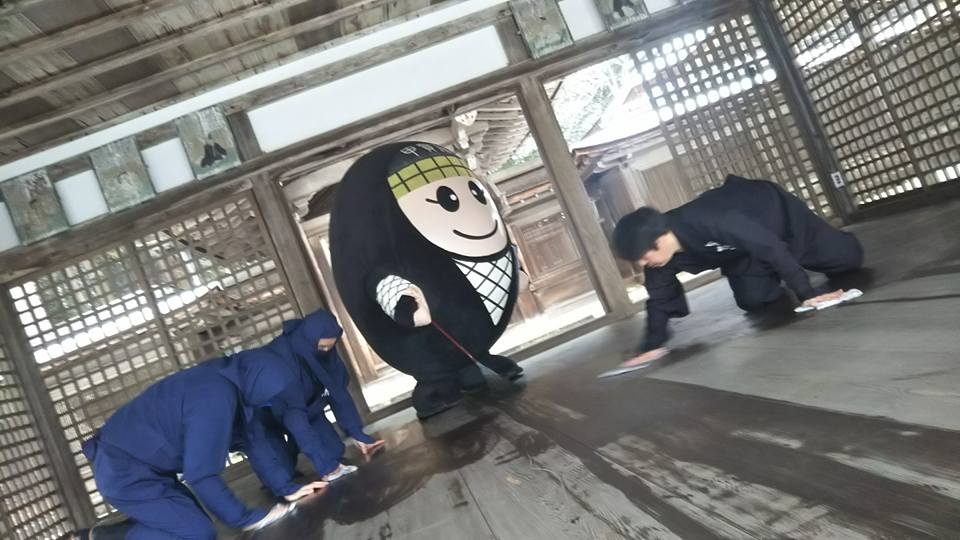
Ninjaemon, la mascotte de la ville de Koka.

L'ancienne province de Kōga (autre lecture des kanjis de Kōka) située dans la province d'Ōmi serait l'un des deux lieux de naissance du ninjutsu, l'art des ninjas.
Perdu dans la végétation de la montagne, l'ancien supposé centre de formation ninja dans l'ex-bourg de Kōka a été réhabilité en centre d'animations, baptisé « le village du ninjutsu ». Les techniques martiales de déplacements et de camouflage y sont présentées aux spectateurs.
La résidence du ninjutsu, Kōga-ryū dans l'ancien bourg de Kōnan est une ancienne maison de samouraï construite il y a trois cents ans environ. Si l'allure extérieure générale est celle d'une maison ordinaire de plain-pied avec un toit assez pointu, c'est en réalité un édifice de trois étages au plan complexe. De nombreuses portes dérobées et trappes cachées ont été installées en cas d'invasion ennemie.
Un musée consacré à l'art de vivre et aux techniques martiales des ninjas est installé à Kōka. La mascotte de Kōka, Ninjaemon, est inspirée de l'histoire ninja locale.

## Symboles municipaux
L'arbre symbole de la ville de Kōka est le cèdre du Japon, dont l'exploitation locale remonte au VIIe siècle, sa fleur symbole le Lilium japonicum et son oiseau symbole le martin-pêcheur d'Europe.